# Lemmy (aplikacja internetowa)
Lemmy – wolne i otwarte oprogramowanie służące do samodzielnego hostowania serwisów społecznościowych. Posiada funkcjonalność zbliżoną do forów internetowych, oraz do agregacji linków. Pojedyncze serwisy zwane „instancjami”, komunikują się między sobą za pomocą protokołu ActivityPub i tworzą federowaną sieć społecznościową będącą częścią Fediwersum.

## Historia
Repozytorium kodu źródłowego Lemmy'ego zostało utworzone przez użytkownika Dessalines na platformie GitHub w lutym 2019 r. i jest objęte licencją Affero General Public License.
W poście z 2020 roku współtwórca Lemmy’ego, Dessalines, napisał o pochodzeniu nazwy "Lemmy". „Przez długi czas nie miał własnej nazwy, ale chciałem podtrzymać panującą w fediwersum tradycję nazywania projektów nazwami zwierząt. Grałem w tę oldskulową grę Lemmings, a Lemmy (z Motorhead) zmarł w tym tygodniu i przeprowadziliśmy kilka ankiet na nazwy i zdecydowałem się na tę”.

## Opis
Platforma składa się z sieci indywidualnych instalacji oprogramowania Lemmy, zwanych „instancjami”, które mogą się wzajemnie komunikować. Odbiega to od scentralizowanej, monolitycznej struktury innych mediów społecznościowych. Lemmy został opisany jako sfederowana alternatywa dla Reddita.
Użytkownicy poszczególnych instancji wysyłają posty zawierające linki, tekst lub zdjęcia do utworzonych przez użytkowników grup zwanych "społecznościami".  Dyskusja pod wpisami odbywa się w formie komentarzy podzielonych na wątki. Na posty i komentarze można głosować za i przeciw, chociaż możliwość głosowania przeciw może zostać wyłączona przez administratorów danej instancji.
Społeczności są lokalne dla każdej instancji, jednak użytkownicy mogą subskrybować społeczności, tworzyć posty i zostawiać komentarze na innych instancjach. Moderację prowadzą administratorzy poszczególnych instancji oraz moderatorzy poszczególnych społeczności. By wyszukać daną społeczność za pomocą adresu URL należy poprzedzić ją nazwę c/  (np. lemmy.ml/c/simpleliving ), społeczności można wspominać za pomocą formatu !community@instance.
Na każdej instancji, strona główna prezentuje posty z wielu społeczności.  Posty można filtrować pod względem ich pochodzenia: posty z lokalnej instancji użytkownika, ze wszystkich połączonych instancji, lub ze społeczności do których zasubskrybowany jest użytkownik.
Instancje Lemmy’ego są zazwyczaj wspierane datkami.

## Relacje z innymi sieciami społecznościowymi
ActivityPub to protokół umożliwiający instancjom Lemmy'ego działanie jako federowana sieć społecznościowa. Umożliwia użytkownikom interakcję z kompatybilnymi platformami, takimi jak Mastodon.
W czerwcu 2023 r., po ogłoszeniu zmian w API Reddita mających na celu ograniczenie dostępu do nieoficjalnych klientów serwisu, użytkownicy platformy dyskutowali o przeniesieniu się na Lemmy'ego, lub na inną konkurencyjną platformę.  Reddit zbanował użytkownika za promowanie przejścia na Lemmy’ego wraz z całą społecznością „/r/LemmyMigration”. Doprowadziło to do efektu Streisanda a wieści o wydarzeniu zostały opublikowane na stronach takich jak Hacker News. Dzień później ban został odwrócony.